# 제로 모티베이션
《제로 모티베이션》(אפס ביחסי אנוש)은 2014년 탈야 라비 감독이 메가폰을 든 이스라엘 코미디 영화다. 2014년 트라이베카 영화제에서 첫 선을 보였으며 당시 최우수 장편영화상과 노라 에프론상 등 두 개 부문에서 수상하였다. 이후 오피르 영화제(이스라엘 아카데미 시상식)에서 무려 12개 부문에 노미네이트되었으며 감독상과 여우주연상을 포함 6개 부문에서 수상하였다. 2014년 가장 흥행에 성공한 이스라엘 영화로서 자국내 590,000명이 관람하였다.

## 시놉시스
여자들도 군복무를 해야 하는 나라, 이스라엘.
군대 전역 날만을 기다리는 베스트 프렌드 ‘다피’와 ‘조하’는 오늘도 사무실에서 지뢰찾기 게임을 하며 의미 없는 나날을 보내고 있다. 이 힘들고 지루한 군대 생활을 견디기 위해 ‘다피’는 사막 부대를 벗어나 도시의 본부로 옮기기 위한 계획을 짜고 ‘조하’는 부대에서 생애 첫 남자친구를 만들기로 한다.

## 출연

### 주연
- 데이너 이브기
- 넬리 타가르
- 샤니 클라인

### 조연
- 모셰 애쉬케나지
- 유발 시걸